# حديقة غونونغ غيدي بانغرانغو الوطنية
حديقة غونونغ غيدي بانغرانغو الوطنية (بالإندونيسية: Taman Nasional Gunung Gede Pangrango)‏ هي حديقة وطنية تقع في جاوة الغربية بإندونيسيا. تتركز الحديقة على اثنين من البراكين المهمة وهما: جبل غيدي وجبل بانجرانغو. الحديقة تقع على أرض مساحتها 150 كيلومتر مربع.
تطورت المناطق المحمية القائمة في إندونيسيا بشكل ملحوظ، مثل الحديقة النباتية شيبوداس، ومحمية سيتوغونونج، وحديقة سيمونغكات الترفيهية وجبل غيدي ومحمية بانغرانغو. كانت الحديقة موقع مهم للأبحاث البيولوجية والحفاظ عليها خلال القرن العشرين الماضي. في عام 1977 أعلنت منظمة اليونسكو أن الحديقة جزء من شبكة اليونسكو العالمية لمحميات المحيط الحيوي.

## التضاريس والبيئة
يشكل جبل غيدي (2958م) وجبل بانغرانغو (3019م) ما يسمى بالتوأم البركاني، يتم التواصل بين قمتي الجبلين بواسطة سرج عالي يعرف باسم كاندانغ باداك (2400م). المنحدرات الجبلية شديدة الانحدار في الجبلين ومتقطعة وتشهد تدفق للتيارات السريعة، والتي أدت إلى نحت الوديان العميقة والتلال طويلة.
المنحدرات الجبلية السفلية والعلوية بالإضافة للغابات عند مداخل الحديقة درست جيدًا. إلى الشمال من جبل غيدي هو مجال نباتات إديلويس الجاوية (Anaphalis javanica)، تحتوي الحديقة على عدد كبير من الأنواع المعروفة التي تنمو فقط داخل حدودها، ولكن هذا قد يكون نتيجة لقدر غير متناسب من البحوث على مدى سنوات عديدة.

## النباتات والحيوانات
يعيش في حديقة جونونج غدي بانغرانغو الوطنية حوالي 251 نوع من أنواع الطيور البلغ عددها 450 والتي تعيش في جاوة. ومن بين هذه الأنواع المهددة بالانقراض مثل صقور ونسر جاوة والبومة الجاوية. من بين أنواع الثدييات المهددة بالانقراض في الحديقة هناك العديد من الحيوانات الرئيسية مثل قرد جيبون فضي، وقرد سوريلي جاوة وقرد لوتونغ جاوة. وتشمل الثدييات الأخرى نمر جاوة، وقط نمري، والغزال الهندي، طرغول جاوي، وكلب الدول السومطري، وشيهم ملايو، وغرير السوندا، وخز أصفر الحلق.

## السياحة
عادة ما يُدخل إلى الحديقة من قبل واحدة من البوابات الأربع التالية: في شيبوداس، جونونج، بوتري، سيلابيتانا، وكل هذه البوابات تسمح بالوصول إلى قمم الجبال البركانية. بوابة جونونج تشكل مدخل إلى منطقة البحيرة، بوابة شيبوداس هي بوابة المدخل الأكثر شعبية وهي موقع مقر الحديقة. من جاكرتا يستغرق الوصول إلى الحديقة ساعتين بالسيارة، وعادة عن طريق الحديقة النباتية شيبوداس.